# Zeuxinella vietnamica
Zeuxinella vietnamica är en orkidéart som först beskrevs av Leonid Vladimirovitj Averjanov, och fick sitt nu gällande namn av Leonid Vladimirovitj Averjanov. Zeuxinella vietnamica ingår i släktet Zeuxinella och familjen orkidéer. Inga underarter finns listade i Catalogue of Life.